# Вайсбах (Тюрингия)
Вайсбах (нем. Weißbach) — община в Германии, в земле Тюрингия.
Входит в состав района Заале-Хольцланд. Подчиняется управлению Хюгелланд/Телер. Население составляет 159 человек (на 31 декабря 2010 года). Занимает площадь 5,31 км².